# ريكاردو فيريتي
ريكاردو فيريتي (22 فبراير 1954 بريو دي جانيرو في البرازيل - ) هو مدرب كرة قدم ولاعب كرة قدم برازيلي ومكسيكي في مركز الوسط. لعب مع بوتافوغو ريغاتاس ونادي أطلس ونادي أونيفرسيداد ناسيونال ونادي تولوكا ونادي فاسكو دا غاما ونادي مونتيري وDeportivo Neza ‏ وBonsucesso Futebol Clube ‏ وسنترو سبورتيفو ألاغوانو.

## وصلات خارجية
- ريكاردو فيريتي على موقع قاعدة بيانات كرة القدم.إي يو (الإنجليزية)
- ريكاردو فيريتي على موقع Soccerway.com (الإنجليزية)